# Tärningsschack
Tärningsschack är en schackvariant som spelas med ett vanligt schackbräde och med vanliga schackpjäser. Skillnaden är att man använder tärning och att schackvarianten har inslag av tur. Tärningens utkast avgör hur många drag spelaren får göra. Följande samband gäller mellan antalet prickar på tärningen och antalet tillåtna drag (ibland även specialdrag):
- Om tärningen visar 1 (en prick) får du inte göra något drag
- Om tärningen visar 2 (två prickar) får du göra ett drag
- Om tärningen visar 3 (tre prickar) får du göra två drag
- Om tärningen visar 4 (fyra prickar) får du göra två drag
- Om tärningen visar 5 (fem prickar) får du göra tre drag
- Om tärningen visar 6 (sex prickar) får du göra tre drag, varav ett får vara med en motståndarpjäs.